# Caespitotheca
Caespitotheca — монотиповий рід грибів родини борошнисторосяних грибів (Erysiphaceae). Назва вперше опублікована 2005 року.

## Класифікація
До роду Caespitotheca відносять 1 вид:
- Caespitotheca forestalis.

## Поширення і середовище існування
Знайдений на листках Schinopsis balansae в Аргентині.